# گووپچوو
گووپچوو (به لاتین: Głupczów) یک روستا در لهستان است که در گمینا راتسواویتسه واقع شده‌است. گووپچوو ۱۸۰ نفر جمعیت دارد.